# Odontoforídeos
Odontoforídeos (Odontophoridae) é uma família de aves pertencente à ordem Galliformes, que inclui os urus e a perdiz-da-califórnia, Callipepla californica. O grupo inclui aves semelhantes às perdizes, mas exclusivas das Américas.

## Espécies brasileiras
- uru-do-campo, Colinus cristatus (Linnaeus, 1766)
- uru-corcovado, Odontophorus gujanensis (Gmelin, 1789)
- uru, Odontophorus capueira (Spix, 1825)
- uru-de-topete, Odontophorus stellatus (Gould, 1843)